# Густаф Левенгаупт
Ка́рл Гу́стаф Сі́кстенссон Левенга́упт (швед. Carl Gustaf Sixtensson Lewenhaupt нар. 20 серпня 1879, м. Еребру, Швеція — † 7 серпня 1962, м. Стокгольм, Швеція) — шведський граф, військовослужбовець та спортсмен, що спеціалізувався на конкурі та сучасному п'ятиборстві. Переможець літніх Олімпійських Ігор 1912 року у Стокгольмі в командному конкурі.

## Біографія
Густаф Левенгаупт був сином полковника Сікстена Левенгаупта і його дружини баронеси Джулії Аврори Де Гір з Фінспонгу. Густаф пішов батьковою стежиною та став військовим. Служив у драгунському полку лейб-гвардії, отримав звання майора армії та ротмістра кавалерії. Під час офіцерської служби виконував обов'язки камергера та ад'ютанта тодішнього спадкового принца, а згодом короля Густава VI Адольфа.
У 1912 році Левенгаупт брав участь у V Літніх Олімпійських іграх у Стокгольмі. Він представляв Швецію одразу у трьох дисциплінах: індивідуальний та командний конкур, а також сучасне п'ятиборство. Незважаючи на беззаперечну перевагу шведських вершників над представниками інших країн, індивідуальний конкур став єдиною дисципліною, де їм не вдалося здобути жодної медалі. Густаф Левенгаупт на коні на ім'я Medusa показав лише 9-ий результат у цьому виді змагань. Зате у командній першості шведам не було рівних — вони здобукли «золото», випередивши французів та німців. У сучасному п'ятиборстві Левенгаупт до фаворитів не належав і посів 17 місце у загальному заліку, показавши результат справді високого рівня лише у змаганнях з бігу.
Густав Левенгаупт помер 7 серпня 1962 року у Стокгольмі.

## Спортивні результати[3]

### Конкур
| Рік  | Змагання                    | Місто     | Кінь   | МО | МК |
| ---- | --------------------------- | --------- | ------ | -- | -- |
| 1912 | Літні Олімпійські ігри 1912 | Стокгольм | Medusa | 9  | 1  |

### Сучасне п'ятиборство
| Рік  | Змагання                    | Місто     | С  | П  | Ф  | В  | Б | М  |
| ---- | --------------------------- | --------- | -- | -- | -- | -- | - | -- |
| 1912 | Літні Олімпійські ігри 1912 | Стокгольм | 24 | 12 | 19 | 15 | 4 | 17 |